# Коваленко Веніамін Дмитрович
Веніамі́н Дми́трович Ковале́нко (1923—2014) — радянський військовик, учасник Другої світової війни, почесний громадянин Бердичева.

## Життєпис
Народився 1923 року в селі Красносілка (сучасного Олександрівського району Кіровоградської області).
З 1936 року родина переїхала до станції Іґрень (нині міський східний район Дніпра).
23 червня 1941-го — на другий день після шкільного випускного вечора — йде у військкомат та пише заяву добровольцем на фронт. Вже в липні служив на Калінінському фронті. Пройшов скорочений курс військового училища, отримує спеціальність офіцера-зв'язківця.
У грудні 1943 — січні 1944 року — командир штабного взводу 338-о гвардійського стрілецького полку 117-ї гвардійської стрілецької дивізії, технік-лейтенант. Брав участь у звільненні Бердичева від німецьких загарбників.
У 1948 році звільняється з лав ЗС СРСР, поступає до Київської юридичної школи, яку закінчує на відмінно. Через кілька років поступає та успішно закінчує Бердичівський учительський інститут.
Протягом 1954—1958 років працював вчителем фізики у школі села Половецьке Бердичівського району. 1958 року зарахований штатним викладачем з математики та електротехніки у Бердичівське друге ремісниче училище (сучасне ПТУ № 4), де відпрацював більш як 25 років. Також певний час працював народним суддею.
Помер 2014 року, похований у військовому секторі бердичівського загальноміського кладовища.

### Нагороди та вшанування
- військові медалі
- почесний громадянин Бердичева (рішення міської ради від 2000 року)